# 一橋忠之
一橋 忠之（いちはし ただゆき、1976年9月17日 - ）は、NHKのチーフアナウンサー。

## 人物
東京都足立区出身。慶應義塾高等学校を経て、慶應義塾大学経済学部卒業。1999年4月1日入局。

## 嗜好・挿話
- 東北地方の盛岡放送局でデビューした後、スポーツ関連番組に出演するアナウンサーとして活躍していた。
- 2012年春の人事異動で京都放送局へ異動し、『ニュース610京いちにち』のキャスターを担当。
- 2015年春の人事異動で東京へ戻り、スポーツアナウンサーに復帰した。
- 2021年3月26日をもって、4年間携わった『ニュースウオッチ9』スポーツコーナー担当を終え、3月末に福岡放送局へ異動。
- 2021年3月29日から、中山庸介の後任として『ロクいち!福岡』のキャスターを担当[3]、2025年3月21日で担当を終了。同放送局での最後の生放送出演は、同月23日投開票の福岡県知事選挙開票速報特別番組となった。
- 2021年12月7日放送の『ロクいち!福岡』では、お笑いタレントのなかやまきんに君が福岡市東警察署で一日警察署長を務め、おなじみの右腕の力こぶに語りかけ「パワー！」と叫び締めるギャグを披露した話題が紹介された。カメラがスタジオに切り替わった後、「次（のニュース）です」と言ったものの、直後からこみ上げてくる笑いをこらえられず3度も噴き出してニュースを読めなくなるハプニングを起こし、番組の最後に謝罪した[4][5]。2023年1月6日放送の『おはよう日本』できんに君とリモートで初対面。2022年の新語・流行語大賞に前述のギャグがノミネートされるなど、再ブレークを果たしたきんに君だが、この一橋の一連の失態が若年層への認知度を高めるきっかけになったと認識しており、番組内や放送後の自身のSNS上できんに君は一橋に感謝の意を伝えた[6][7]。ちなみに、一橋ときんに君は誕生日が同じである[8]。
- 2020年5月時点で子供が3人いる[9]。
- 2023年5月30日放送の『ロクいち!福岡』で、「本当に住みやすい街大賞2023 in福岡」の会場に現地取材後、ゲストとして登壇したなかやまきんに君と対面で会えたことが嬉しかったと放送終了直前に語っている[9][10]。
- 2025年3月21日をもって、2021年3月から担当してきた「ロクいち!福岡」を退任した。一橋と同時にキャスターを務めていた姫野美南もこの日の放送で退任した。
- 2025年6月9日放送回の『首都圏ネットワーク』で、一般財団法人・日本きのこ研究所で環境省レッドリスト2020で絶滅危惧II類に記されたキノコ「キリノミタケ」の人工栽培に成功したことが紹介された際、笑いながら「食べられるのか何なのか、何の役に立つのか分かりませんけど......。やっぱり多様性が可能性というのは良い言葉でしたね」と感想を述べた。この発言がXで拡散され、「失礼だ」などの批判があった[11]。

## 担当番組

### 盛岡放送局時代（1999年度 - 2003年度）
- 岩手県のニュース・気象情報等
- おばんですいわて（リポーター）

### 東京アナウンス室時代（1度目）（2004年度 - 2011年度）
- つながるテレビ@ヒューマン スポーツキャスター（2006年1月 - 2007年3月）
- みんなのうた『これってホメことば?』（ことばおじさんとアナウンサーズとして、2006年8・9月期）
- 土曜スポーツタイム（2007年4月 - 2011年3月）
- 北京オリンピック 総合テレビ中継日中帯進行（2008年8月）
- 2010 FIFAワールドカップ南アフリカ大会（2010年6月 - 7月、スタジオ進行担当）
- 2011年3月の東北地方太平洋沖地震では、初任地の盛岡放送局に応援で派遣され、災害情報を中心にローカルニュースを担当した。
- 直伝 和の極意 「茶の湯　藪内家　春と出会う茶の湯」（2012年3月、NHK Eテレ 進行）

### 京都放送局時代（2012年度 - 2014年度）
- ニュース610 京いちにち（2012年4月 - 2015年3月、キャスター、京都局時代）
- 京都ニュース845
- 2012年12月の東北地方太平洋沖地震では、水戸放送局に応援で派遣され、災害情報を中心にローカルニュースを担当した。

### 東京アナウンス室時代（2度目）（2015年度 - 2020年度）
- サタデースポーツ・サンデースポーツ（アシスタント。2015年]4月より。上述「つながるテレビ@ヒューマン」「土曜スポーツタイム」終了の2011年3月以来4年ぶりの復帰[1]）
- 2016年リオデジャネイロオリンピック（実況）
- スポーツ データ・コロシアム（キャスター）
- ニュースウオッチ9 スポーツキャスター（有馬嘉男の夏季休暇時はメインキャスターも代行した。メインキャスター代行時はスポーツコーナーも兼務）（2017年8月21日 - 25日、8月28日 - 9月1日）

### 福岡放送局時代（2021年度 - 2024年度）
- ロクいち!福岡 （キャスター：2021年3月29日 - 2025年3月21日）
- ニュース845福岡（不定期）
- ニュース645福岡（不定期）
- 福岡県・九州沖縄のニュース[注釈 1][注釈 2]
- 緊急報道（福岡放送局発）
- 2020年東京オリンピック（夜間帯キャスター・2021年7月24日 - 8月8日）
- 2020年東京パラリンピック（日中帯キャスター・2021年8月25日 - 9月5日）
- 第49回衆議院選挙福岡県全11選挙区開票速報（キャスター・2021年10月31日 福岡県域）
- 第49回衆議院選挙比例九州ブロック開票速報（キャスター・2021年10月31日 九州沖縄地方）
- 2022年北京オリンピック（開会式中継、現地中継リポート、選手インタビュー・2022年2月4日 - 2月20日）
- エンジョイ!ビーチクリーン2022「学生×SDGs×NHK福岡×新しい海のまもりかた」（2022年3月21日 福岡県域） - トークショーMC[注釈 3]
- #てれふく「大追跡！バリサーチ」（2022年4月15日・福岡県域） - MC[12]
- 特選 追跡!バリサーチ（2022年6月26日・福岡局域） - スポット出演[注釈 4]
- 第26回参議院選挙福岡選挙区開票速報（キャスター・2022年7月10日 福岡県域）
- 第26回参議院選挙九州沖縄各選挙区開票速報（キャスター・2022年7月10日 九州沖縄地方）
- 令和4年台風14号特設ニュース（2022年9月18日・九州沖縄地方） - 福岡放送局より九州地方の災害状況を伝えた[注釈 5]。
- 福岡市長選挙開票速報（キャスター・2022年11月20日 福岡県域）
- 九州地方寒波特設ニュース（2023年1月24日・九州沖縄地方） - 福岡放送局より九州地方の災害状況を伝えた[注釈 6]。
- 「統一地方選挙2023（前半）」福岡県議会議員選挙2023開票速報（キャスター・2023年4月9日 福岡県域）
- 大雨関連特設ニュース（2023年6月30日・九州沖縄地方） - 福岡放送局より九州地方の災害状況を伝えた[注釈 7]。
- 大雨関連特設ニュース（2023年7月3日・全国放送） - 福岡放送局より九州地方の災害状況を伝えた[注釈 8]。
- 大雨関連特設ニュース（2023年7月7日・九州沖縄地方） - 福岡放送局より九州北部地方の災害状況を伝えた[注釈 9]。
- 大雨関連特設ニュース（2023年7月10日・全国放送） - 福岡放送局より九州北部地方の災害状況を伝えた[注釈 10]。
- 大雨関連特設ニュース（2023年7月12日・九州沖縄地方） - 福岡放送局より九州北部地方の災害状況を伝えた[注釈 11]。
- The Life「“可能性”を見極める　～ホークスのスカウト最前線～」（2023年11月17日・九州沖縄地方[注釈 12]） - 語り
- ニュース「福岡県知事選」関連（キャスター・2025年3月23日 - 24日 福岡県域）
- もっと福岡を。（2025年3月28日 - 30日・福岡県域） - 『ロクいち!福岡』担当変更予告。姫野美南、松田利仁亜、庭木櫻子と共に出演。
- 放送100年 地域特集「ラジオドラマで伝える 福岡のアナウンサーと戦争」（2025年3月29日・九州沖縄地方）
- 放送 100 年福岡発ラジオドラマ「JOLK～戦時下を生きたアナウンサーたち～」（2025年3月29日・R1＜九州沖縄地方＞） - オーディション審査員およびプロデューサー兼任

### 東京アナウンス室時代（3度目）（2025年度 - ）
- 首都圏ネットワーク（2025年3月31日 - ）- キャスター[13]
- #NHK（2025年4月 - ）- キャスター[13]